# 125-та вулиця (Мангеттен)
125-та вулиця (англ. 125th Street) — вулиця, також названа бульваром Мартіна Лютера Кінга-молодшого, — це вулиця з двостороннім рухом, що тягнеться зі сходу на захід у боро Нью-Йорка Мангеттен, від Першої авеню на сході до Маргінал-стріт, службової дороги для Генрі Хадсона Бульвар вздовж річки Гудзон на заході. Її часто вважають «Головна вулиця» Гарлема.
До відомих будівель уздовж 125-ї вулиці належать театр «Аполло», державна офісна будівля Адама Клейтона Пауелл-молодшого, готель «Тереза», музей-студія в Гарлемі, будівля банку Маунт-Морріс, Рада співдружності Гарлема, дитяча зона Гарлема, церква св. Йосифа Святого Сімейства та колишній Вест-Ендський театр, де зараз розташована баптистська церква Ла-Грі.

## Історія
Вулиця була визначена згідно з Планом уповноважених 1811 року, який встановив сітку вулиць Манхеттена як одну з 15 вулиць зі сходу на захід, ширина яких мала б 30 м (тоді як інші вулиці були визначені як 18 м у ширина).